# بايكا (أسطورة)

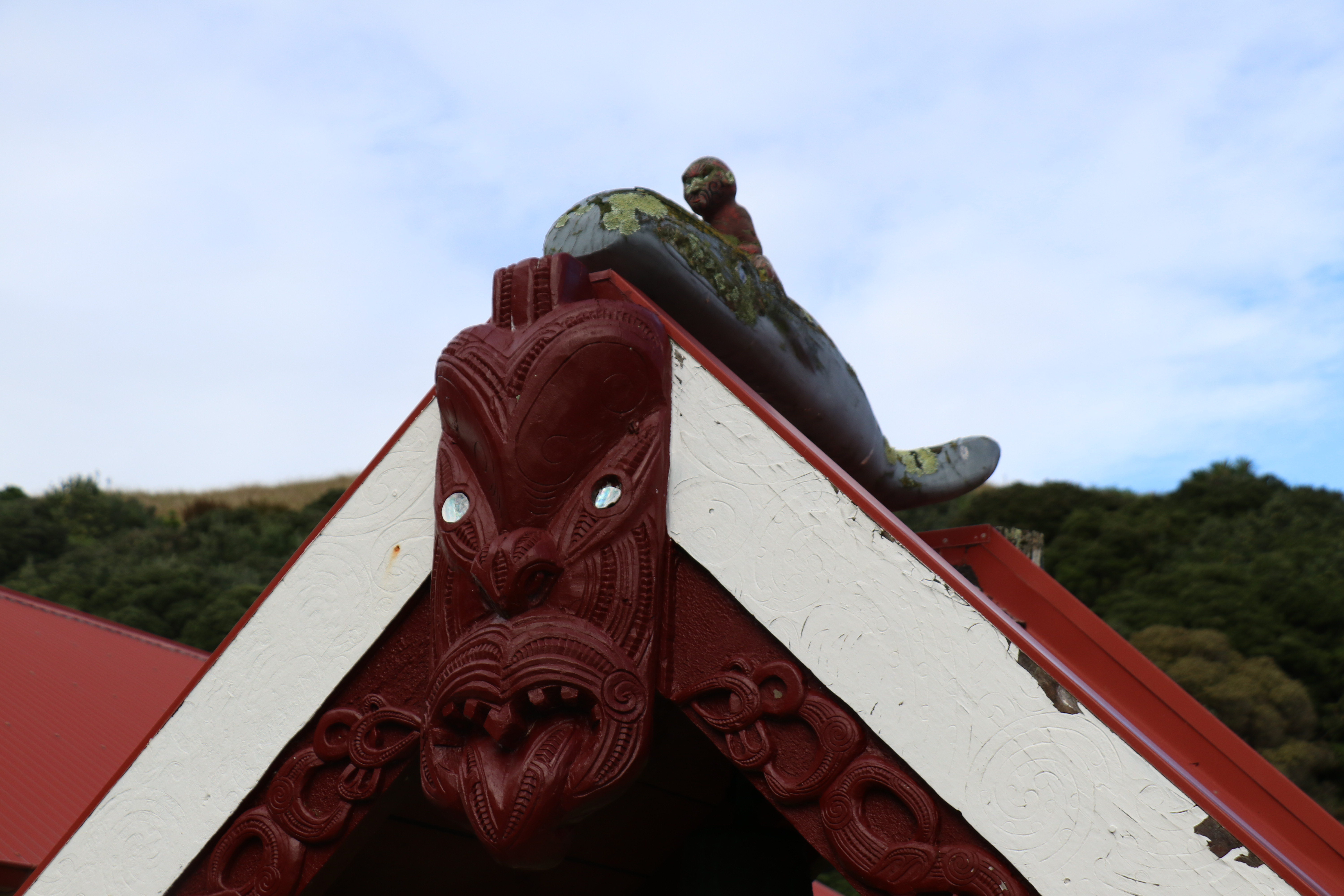
نحت بايكا وهو يركب الحوت في وانغارا ماراي

بایكا (بالإنجليزية: Paikea)‏ رب أبالسة البحر البولينيزي. ابن بابا Papa. يعتبرونه في هاواي سرطان البحر الناعم الصدفة.